# Insulina degludec
La insulina degludec, bajo la marca Tresiba, es una insulina de acción prolongada que se usa para tratar la diabetes tipo I y tipo II .  Se administra una vez al día mediante inyección subcutánea . El inicio de los efectos ocurre dentro de los 90 minutos y dura más de 42 horas. Después de unos días tiene un efecto constante a todas horas.
Entre los efectos secundarios más frecuentes se incluyen bajada de azúcar, reacciones alérgicas, dolor en el lugar de la inyección, picor, erupción cutánea, aumento de peso y lipodistrofia , otros efectos secundarios pueden incluir niveles bajos de potasio . En el embarazo se prefiere la insulina NPH . Es una forma de insulina hecha por tecnología de ADN recombinante y luego modificada.
La insulina degludec se aprobó para uso médico en Europa en 2013 y en los Estados Unidos en 2015. En el Reino Unido, una pluma de 300 unidades cuesta al NHS unas 9 libras esterlinas a partir de 2021 . En  Estados Unidos, esta cantidad cuesta alrededor de 100 USD. En 2019, fue el medicamento número 168 más recetado en los Estados Unidos, con más de 3 millones de recetas. También está disponible en combinación con liraglutida .